# Flottenmanagement (Zeitschrift)
Flottenmanagement ist ein Fachmagazin für Fuhrpark- und Flottenmanagement und Mobilitätsmanagement. Der Sitz der Redaktion ist Bonn.
Der thematische Schwerpunkt des Magazins liegt in der Dienstwagenmobilität und in der Fuhrparkverwaltung.
Innerhalb diesem Rahmen werden Fachartikel zu den Bereichen: Recht, Steuer, Versicherung, Management, Dienstreise, alternative Antriebe, Leasing und Politik sowie Artikel zu diversen Themen rund um das Automobil veröffentlicht. 
Darüber hinaus werden Fahrzeugtests durchgeführt und Kostenvergleiche sowie Marktübersichten erstellt. Die Zielgruppen sind Fuhrparkleiter, Mobilitätsmanager, Geschäftsführer, Einkäufer und Vertriebsleiter. Alle Inhalte des Magazins sind online abrufbar und bis in das Jahr 2006 zurückreichend archiviert.
Flottenmanagement wird von der Flotte Medien GmbH herausgegeben. Die Fachzeitschrift hat eine IVW-geprüfte tatsächlich verbreitete Auflage von 32.700 Exemplaren pro Ausgabe.

## Weitere Geschäftsfelder
Seit 2016 veranstaltet Flotte Medien die Fachmesse Flotte! Der Branchentreff für Vertreter der Fuhrparkbranche.